# كولايد
كولايد Kool-Aid هي علامة تجارية لمسحوق للحلول في مشروب تابعة لشركة كرافت فودس. هيئة المسحوق اخترعها أدون پركنز من سائل مركز اسمه فروت سماك عام 1927.

## تاريخ

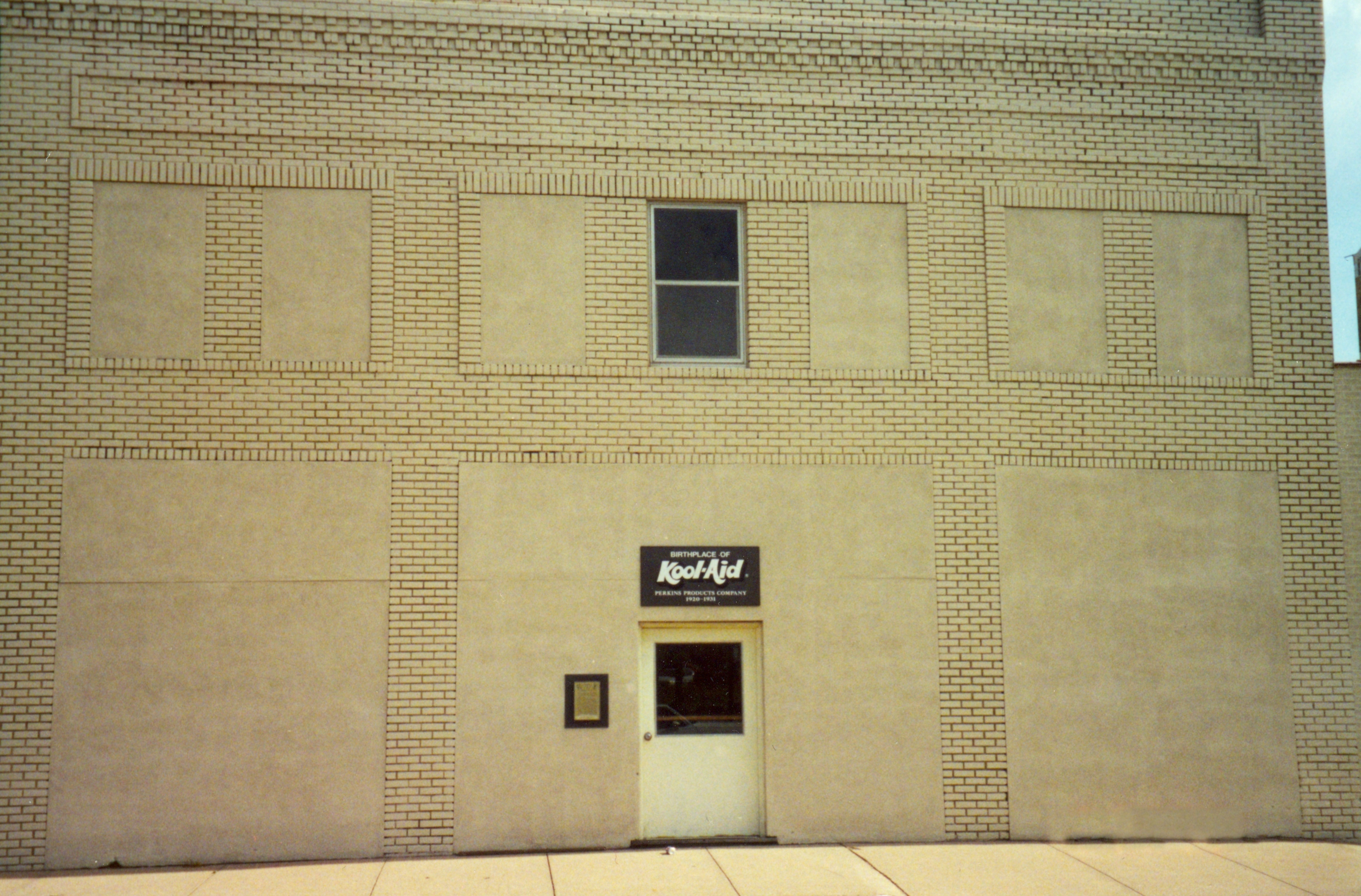
البناية في هاستينغس، نبراسكا حيث اخترع كولايد

اخترع أدون پركنز كولايد في هاستينغس بولاية نبراسكا. حدث كل اختباراته في مطبخ والدته. كان السابق سائل مركز اسمه فروت سماك. سعيا إلى التقليص من تكاليف الشحن، فاكتشف پركنز في 1927 طريقة لإزالة المياه من فروت سماك، ولم يبق إلا مسحوق. هذا المسحوق سمي كولايد. انتقلت صناعة الكولايد إلى شيكاغو عام 1931 وبيع كولايد لجنرال فودس عام 1953. 
الألوان في كولايد تلطخ إذ يمكن استعماله كمصبغة للشعر أو للصوف.

## إعلانات وتسويق
رجل كولايد، وهو مرسوم يجسم جرة مليئة بالكولايد، هو أيقونة العلامة، وجاء تقديمه بعد أن اكتسبت شركة جنرال فودس علامة كولايد. يشتهر رجل كولايد بأنه يندفع من خلال جدران ديور الأطفال ليحضر لهم الكولايد. شعاره «أو ياااا!»

## نكهات
| النكهات الست الأصلية                 | كرز، عنب، ليمون، برتقال، عليق، فراولة |
| نكهات منفردة                         | كرز أسود، Tropical Punch, Lemonade, Pink Lemonade, كرز، Watermelon, Orange, Summer Punch |
| نكهات بلا سكر                        | كرز، Grape, Lemonade, Soarin' Strawberry Lemonade, Tropical Punch, Raspberry, Watermelon, KiwiLime |
| نكهات مياه                           | Jamaica, Mandarina-Tangerine, Mango, Tamarindo, Piña-Pineapple |
| نكهات أخرى حول العالم أو نكهات قديمة | Apple, Berry Blue, Bunch Berry, Blastin' Berry Cherry, Blue Berry Blast, Blue Moon Berry, Candy Apple, كرز، Cherry Cracker, Chocolate, Cola, Eerie Orange, Frutas, Vermelhas, Golden Nectar, Grape, Grape Blackberry, Grape Tang, Melon Mango, Strawberry Splash, Great Blueberry, Great Blue-dini, Groselha, Guaraná, Ice Blue Raspberry Lemonade, Incrediberry, Kickin-Kiwi-Lime, Kolita, Lemon, Lemonade, Lemonade Sparkle, Lemon-Lime, Lime, Man-o-Mangoberry, Mango, Mountainberry Punch, Oh-Yeah Orange-Pineapple, Orange, Orange Enerjooz, Peach, Pina-Pineapple, Pink Lemonade, Pink Swimmingo, Purplesaurus Rex, Rainbow Punch, Raspberry, Roarin' Raspberry Cranberry, Rock-a-Dile Red, Root Beer, Scary Black Cherry, Scary Blackberry, Sharkleberry Fin, Slammin' Strawberry-Kiwi, Soarin' Strawberry-Lemonade, Strawberry, Strawberry Falls Punch, Strawberry Split, Strawberry-Raspberry, Sunshine Punch, Surfin' Berry Punch, Tangerine, Tropical Punch, Watermelon-Cherry, Shaking Starfruit, Watermelon, Solar Strawberry-Starfruit, Arctic Green Apple, Swirlin' Strawberry-Starfruit, Lemon Ice |

## في الثقافة الشعبية
- مصطلح «أن يشرب الكولايد» يشير إلى مذبحة جونز تاون عام 1978 ويفيد التبني الأعمى لعقيدة مجموعة أو زعيم ما دون فهم كل التداعيات والعواقب. في جونز تاون، أتباع جيم جونز تبعوه إلى النهاية: بعدما اغتيل عضو الكونغرس ليو رايان على مهبط الطائرات، تناول كل أعضاء معبد الشعب مشروبا مخلطا من الكولايد والسيانيد وعقاقير وصفات طبية ديازيبام وبروميثازين وهيدرات الكلورال.
- اختبار حمض الكولايد الكهربائي (The Electric Kool-Aid Acid Test) هو عمل صحفي أدبي للكاتب توم وولف يصور حياة كين كيسي وجماعة المخادعين المرحين. عنوان الكتاب إشارة إلى اختبار حمض في مدينة واتس بمدينة كاليفورنيا فيما حل في المشروب عقار الحمض المنشط نفسيا في ستينات القرن العشرين.